# 徳島県道298号上皆津奥浦線
徳島県道298号上皆津奥浦線（とくしまけんどう298ごう かみかいつおくうらせん）は、徳島県海部郡海陽町を通る一般県道である。

## 概要
海部郡海陽町相川から海部郡海陽町奥浦に至る。一部区間で国道193号と重複している。

### 路線データ
- 起点：海部郡海陽町相川
- 終点：海部郡海陽町奥浦（国道55号交点）
- 総延長：21,113 m/旧道 126 m[1]
- 実延長：16,409 m/旧道 126 m[1]

## 歴史
- 1972年（昭和47年）3月10日 - 認定

## 路線状況

### 重複区間
- 国道193号・徳島県道253号山川海南線（海部郡海陽町相川 - 海部郡海陽町吉田）

## 地理

### 通過する自治体
- 徳島県
  - 海部郡海陽町

### 交差する路線
| 交差する道路                                                | 交差する場所 | 交差する場所 |
| ----------------------------------------------------------- | ------------ | ------------ |
| 国道193号 重複区間起点 徳島県道253号山川海南線 重複区間起点 | 相川         |              |
| 国道193号 重複区間終点 徳島県道253号山川海南線 重複区間終点 | 吉田         |              |
| 徳島県道300号芥附海部線                                     | 高園         |              |
| 国道55号                                                    | 奥浦         | 終点         |

### 交差する鉄道
- 阿佐海岸鉄道阿佐東線

### 沿線
- 海部川
- 海陽町役場 海部庁舎